# Harald Westergaard
 Der er flere personer med dette navn, se Harald Malcolm Westergaard.
Harald Ludvig Westergaard (født 19. april 1853 i København, død 13. december 1936 sammesteds) var en dansk statistiker og nationaløkonom, som var med til at introducere den moderne statsvidenskab i Danmark. Ud over sit akademiske arbejde førte han også an i Kirkefondets arbejde med at opføre kirkebygninger i det dengang hastigt voksende København. Han betragtes derfor som en af den danske kirkes mest betydningsfulde enkeltpersoner i nyere tid. Hans inspiration fra britisk kristensocialisme fik ham også til at involvere sig stærkt i socialt arbejde, navnlig for arbejderklassen.

## Uddannelse
Harald Westergaard var søn af professor Niels Ludvig Westergaard. Efter at være blevet student fra Metropolitanskolen i 1871 tog han 1872 adgangseksamen til Polyteknisk Læreanstalt, 1874 magisterkonferens i matematik (mag.scient.) og 1877 statsvidenskabelig eksamen (cand.polit.), hvorpå han i 1878-1879 under to længere ophold i udlandet (Tyskland og England) fortsatte sine studier, der navnlig omfattede sociale spørgsmål samt statistik og forsikringsvæsen.

## Virke
1880 blev Westergaard ansat som assistent i Livsforsikringsanstalten af 1871, men forlod allerede i 1882 denne stilling for at foretage en statistisk undersøgelse i Landbygningernes almindelige Brandforsikring. I 1881 vandt han Københavns Universitets guldmedalje for en prisafhandling om dødelighedsstatistik, udgivet under titlen Die Lehre von der Mortalität und Morbilität. Fra 1. januar 1883 blev han ansat som midlertidig docent i statsvidenskab ved Københavns Universitet, hvor han 1886 udnævntes til ordinær professor. Da doktorgraden i statsvidenskab var blevet oprettet i 1902, tildeltes han denne uden foregående disputats. Ved siden af sin universitetsvirksomhed docerede Westergaard 1896-1901 nationaløkonomi ved Den Kgl. Veterinær- og Landbohøjskole. Han trak sig tilbage fra professoratet i 1924 og blev afløst af Bertil Ohlin.
Westergaards interesse for forsikringsvæsen førte ham ind i forskellig praktisk virksomhed. Således var han direktør for Bikuben siden 1886 og for Københavns Brandforsikring siden 1885 og medlem af Forsikringsselskabet Danmarks bestyrelsesråd (1885-1904). Fra 1. oktober 1904 havde han sæde i det ved lov af 29. maj 1904 anordnede forsikringsråd. Endelig var Westergaard medlem af de skandinaviske livsforsikringsselskabers fælleskomiteer til udarbejdelse af en dødelighedstavle og til undersøgelse af dødeligheden blandt "dårlige liv".

## Socialpolitiske og kirkelige interesser
På det sociale område knyttede Westergaards virksomhed sig særlig til afholdsbevægelsen og til søndagssagen. Her kan således nævnes de to skrifter Drikfældigheden i Danmark og Midlerne derimod (1888) og Søndagssagen som Led i det sociale Spørgsmaal (1889). Endvidere var Westergaard 1898 medstifter af Udvalget til social Oplysnings Fremme, ligesom han deltog i redaktionen af det af udvalget udgivne ugeblad Vor Tid (1899-1900). To gange havde Westergaard sæde i regeringskommissioner til forberedelse af lovgivningsforanstaltninger på det sociale område, nemlig i Arbejderkommissionen af 1885 angående syge- og ulykkesforsikring og i kommissionen af 1903 angående en almindelig invaliditets- og alderdomsforsikring.
På forskellig måde tog Westergaard del i det kirkelige liv og det religiøse vækkelsesarbejde. Hans hovedvirksomhed faldt her på arbejdet for den københavnske kirkesags fremme, navnlig som leder af forretningsudvalget for det i 1896 oprettede københavnske Kirkefond, som han var medstifter af sammen med bl.a. H.O. Lange. Desuden var Westergaard medlem af kommissionen af 1890 angående ordningen af hovedstadens kirkeforhold. Endelig havde han sæde i det ved lov af 15. maj 1903 oprettede kirkelige udvalg, hvis opgave det bl.a. var at forberede en forfatning for den danske folkekirke. 1885 skrev han Fra Forargelse til Tro, der udkom i flere oplag.

## Videnskabelig indsats
Tyngdepunktet i Westergaards videnskabelige arbejde lå inden for befolkningsstatistikken, og hovedværket her var – ved siden af en i 1890 på dansk og tysk udgivet lærebog i Statistikkens Theori – den før nævnte Mortalität und Morbilität, hvis 2. udgave fra 1901, helt omarbejdet, var et ret fuldstændigt kompendium over emnet. Såvel i disse arbejder som i talrige monografiske afhandlinger i inden- og udenlandske tidsskrifter leverede Westergaard højst værdifulde bidrag til statistikkens metode, til læren om sygdommenes arvelighed, til forskellige livsforsikringsproblemer m.v. I den frodige udvikling, befolkningsstatistikken undergik i slutningen af 1800-tallet, havde Westergaard sin væsentlige andel – ikke mindst gennem de socialstatistiske undersøgelser, han gennemførte i samarbejde med Marcus Rubin, nemlig om Landbefolkningens Dødelighed (1886) og Ægteskabsstatistik paa Grundlag af den sociale Lagdeling (på dansk og tysk, 1890).
Som nationaløkonom slutter Westergaard sig nærmest til den østrigske skole, hvis opfattelse af de økonomiske grundproblemer han havde fortjenesten af at gøre tilgængelig for danske læsere (Indledning til Studiet af Nationaløkonomien, 1891), men han tog ikke som de østrigske økonomer afstand fra benyttelsen af matematiske symboler som hjælpemiddel. Til økonomiens metodelære gav han, foruden i det netop nævnte skrift, bidrag i afhandlingen "Mathematikken i Nationaløkonomiens Tjeneste" (i festskriftet Smaaskrifter tilegnede A.F. Krieger, 1887), til finansvidenskaben i afhandlingen "Grundlaget for Beskatningen" (Nationaløkonomisk Forenings Festskrift, 1897) og til økonomiens historie i Den ældre Nationaløkonomis Opfattelse af det sociale Spørgsmaal (universitetsprogram 1896). Mangfoldige større og mindre afhandlinger fra Westergaards hånd findes spredt rundt om i tidsskrifter og samleværker. Oftest og åbenbart med forkærlighed dvælede han ved skildringen af sociale tilstande og af nydannelser i samfundslivet; arbejderforsikringen i dens forskellige former havde i Westergaard en varm og forstående talsmand.
I sit videnskabelige arbejde som overhovedet i hele sin virken havde Westergaard i ualmindelig grad blikket åbent ud imod den store verden. Ligesom hans litterære arbejder hyppigere fremkom på fremmede sprog end på dansk – hvad emnernes art og den snævert begrænsede læserkreds i Danmark jo i øvrigt næsten gjorde til en nødvendighed – således søgte han ikke sit stof fortrinsvis inden for et begrænset område, men hans iagttagelsessans og interesse var vågen over for enhver nok så fjern og afsides krog af det menneskelige samfund, hvad der i ikke ringe grad prægede hans værker og hans forfatterpersonlighed.
Westergaard skrev sammen med biologen Oluf Thomsen debatbogen Om Livsanskuelse i 1923.
7. september 1881 ægtede Westergaard Thora Alvilda Koch (13. september 1860 – 12. februar 1891), datter af godsforvalter på Vemmetofte, etatsråd Peter Ferdinand Koch, og 2. november 1892 Lucie Bolette Blædel (4. juli 1869 – 1940), datter af pastor L.O.G. Blædel i Humble. Han var far til ingeniøren Harald Malcolm Westergaard.

## Hæder
Westergaard var medlem af flere udenlandske selskaber og fra 1900 af den danske Nationaløkonomisk Forenings bestyrelse, af hvis tidsskrift han var medudgiver 1884-1892 og igen fra 1900. Han blev Ridder af Dannebrog 1895, Dannebrogsmand 1907, Kommandør af 2. grad 1915 og af 1. grad 1928, modtog Fortjenstmedaljen i guld 1930 og Storkorset 1935.
Han er begravet på Vestre Kirkegård, hvor en mindesten på graven er rejst 1938 af elever. Der findes et maleri af Julius Paulsen 1910 (Københavns Brandforsikring) og af Johannes Nielsen 1918 (Statistisk Laboratorium). Marmorbuste af Kai Nielsen 1924 (sst.). Maske på Livsforsikringsselskabet Danmarks tidligere bygning. Tegning af Otto Christensen.